# 시얘잰구
시얘잰구(아제르바이잔어: Siyəzən rayonu)는 아제르바이잔 북동부에 위치한 구로 행정 중심지는 시얘잰이며 면적은 759km2, 인구는 35,296명이다. 동쪽으로는 카스피해와 접하며 구 이름은 타트어로 "검은 여성"을 뜻한다.